# Oliver Glasner
Oliver Glasner (Salzburg, 28 augustus 1974) is een Oostenrijks voetbaltrainer en voormalig voetballer, die praktisch heel zijn carrière bij het Oostenrijkse SV Ried speelde. Sinds 19 februari 2024 is hij hoofdtrainer van het Engelse Crystal Palace. Eerder stond Glasner onder andere voor de groep bij LASK Linz, VfL Wolfsburg en Eintracht Frankfurt. Met die laatste club won hij in 2022 de UEFA Europa League. Met Crystal Palace won Glasner in het seizoen 2024/25 de FA Cup.

## Spelerscarrière
Glasner begon zijn loopbaan in het jeugdteam van SV Riedau uit Opper-Oostenrijk. In 1992 ging hij naar SV Ried dat in de Oostenrijkse Tweede liga speelde. In 1995 promoveerden ze naar de Oostenrijkse Bundesliga en datzelfde jaar debuteerde Glasner in deze competitie. Drie jaar later, in het seizoen 1997/98, won hij met SV Ried de ÖFB Cup.
Nadat SV Ried was gedegradeerd, verhuisde hij op huurbasis naar LASK in Linz voor het seizoen 2003/04, maar het seizoen daarop keerde hij terug. In 2005 promoveerden ze terug naar de hoogste afdeling van Oostenrijk en in 2010/11 was hij met SV Ried voor de tweede keer de Oostenrijkse bekerwinnaar. In 2008 behaalde Glasner de vijfde plaats bij de verkiezing van Oostenrijks voetballer van het jaar. 
Op 31 juli 2011, in de wedstrijd tegen Rapid Wien, liep Glasner een snee boven zijn oog en een lichte hersenschudding op in een kopduel. Desalniettemin reisde hij met zijn team mee naar Denemarken voor de terugwedstrijd tegen Brøndby IF in de voorrondes van de Europa League. Na een laatste kopbaltraining kreeg hij een op 4 augustus 2011 een subduraal hematoom, een bloeduitstorting tussen het buitenste, harde hersenvlies en het middelste spinnenwebvlies. Diezelfde dag werd hij succesvol geopereerd, maar op advies van zijn artsen beëindigde Glasner op 23 augustus 2011 zijn spelersloopbaan.

## Trainerscarrière

### Salzburg
In 2006 rondde Oliver Glasner zijn studie bedrijfskunde aan de Universiteit van Hagen af. Hij kreeg een aanbod om trainer te worden van het tweede elftal van zijn oude club, SV Ried, maar hij besloot bij Red Bull Salzburg aan de slag te gaan. In 2012 begon hij daar als sport coördinator. Nadat hoofdtrainer Ricardo Moniz in juni 2012 opstapte, werd Glasner assistent-trainer van de nieuwe hoofdtrainer Roger Schmidt.

### SV Ried
Na twee jaar bij Die Roten Bullen werd Glasner hoofdtrainer van de club waar hij ook als speler furore maakte, SV Ried. Hij bleef er slechts een seizoen.

### LASK Linz
Op 25 mei 2015 werd in een persbericht aangekondigd dat Glasner die zomer de overstap zou maken naar LASK Linz. Hij werd bij die club zowel hoofdtrainer als sportief directeur. Met Linz promoveerde hij in 2017 naar de Oostenrijkse Bundesliga. Bij hun terugkeer op het hoogste niveau eindigde de club op een vierde plaats en kwalificeerde de ploeg zich voor Europees voetbal. De eerste wedstrijd in de tweede voorronde van de UEFA Europa League werd gewonnen van het Noorse Lillestrøm. Het hoofdtoernooi werd uiteindelijk niet bereikt, want in de derde voorronde verloor Linz op basis van uitdoelpunten van het Turkse Beşiktaş. Aan het einde van het seizoen 2018/19 behaalde de ploeg van Glasner de tweede plaats achter kampioen Red Bull Salzburg en kwalificeerde zich hiermee voor de tweede voorronde van de UEFA Champions League.

### Wolfsburg
Glasner ging niet met Linz mee de Champions League in, maar maakte die zomer de overstap naar het Duitse VfL Wolfsburg. Hier tekende hij een contract tot en met 30 juni 2022 als opvolger van Bruno Labbadia. In zijn eerste seizoen eindigde Wolfsburg als zevende en daarmee had het team zich voor de tweede keer in de geschiedenis van de club voor twee opeenvolgende seizoenen geplaatst voor Europees voetbal. In de UEFA Europa League verloren ze in de achtste finales van Shakhtar Donetsk.
In zijn tweede seizoen bij Die Wölfe eindigde het team op een vierde plaats en kwalificeerde het zich daarmee voor de UEFA Champions League. Het seizoen 2020/21 was qua punten het derde meest succesvolle seizoen in de clubgeschiedenis.

### Eintracht Frankfurt
Na afloop van het succesvolle seizoen bij Wolfsburg tekende Glasner bij een andere club in de Bundesliga. Hij volgde Adi Hütter op bij Eintracht Frankfurt. Glasner tekende een contract tot 30 juni 2024. Na de eerste seizoenshelft stond de club op de zesde plaats, maar door een zwakkere tweede seizoenshelft eindigde Frankfurt uiteindelijk als elfde.
In de Europa League was Frankfurt echter een stuk succesvoller. Onder leiding van Glasner wisten ze de poulefase te overleven en schakelde ze in de knock-outfase achtereenvolgens Real Betis, Barcelona en West Ham United uit. Daardoor stonden ze voor het eerst in 42 jaar weer in een Europese finale. Op 18 mei 2022 speelde Eintracht Frankfurt tegen het Schotse Rangers van Giovanni van Bronckhorst. De wedstrijd eindigde na verlenging in 0-0 en na strafschoppen wist de Duitse ploeg uiteindelijk aan het langste eind te trekken. Door het winnen van de Europa League mocht de club ook aantreden in de wedstrijd om de UEFA Super Cup tegen Champions League-winnaar Real Madrid. Deze wedstrijd ging met 2-0 verloren. Op het einde van het seizoen 2022/23 verliet Glasner de club.

### Crystal Palace
Glasner was in contact met de Engelse club Crystal Palace om er hoofdtrainer te worden vanaf het seizoen 2024/25. Omdat hun huidige hoofdtrainer Roy Hodgson onverwachts op 19 februari 2024 zijn ontslag gaf, werd hij vervroegd aangesteld. Zijn eerste opdracht was de club te redden van degradatie uit de Premier League.

## Erelijst

### Als speler
SV Ried
- ÖFB-Cup: 1997/98, 2010/11

### Als trainer
Eintracht Frankfurt
- UEFA Europa League: 2021/22

 Crystal Palace
- FA Cup: 2024/25
- FA Community Shield: 2025